# Marhát
Marhát (748 m n.p.m.) - szczyt w Górach Inowieckich w zachodniej Słowacji. Najwyższy szczyt w grupie górskiej tzw. Gór Krogulczych (słow. Krahulčie vrchy), stanowiących najbardziej na południe wysuniętą część Gór Inowieckich.

## Położenie
Marhát wznosi się w kraju trnawskim, 4,5 km na północ od wsi Nitrianska Blatnica. Leży w północno-wschodniej części Gór Krogulczych, w głównym grzbiecie Gór Inowieckich, który w tym miejscu, biegnąc z północy, skręca wyraźnie ku zachodowi. Na północy przełęcz Marhát (słow. Sedlo Marhát; 675 m n.p.m.) oddziela kopułę szczytową Marhátu od wysuniętego nieco ku wschodowi od grzbietu głównego, niewiele niższego wzniesienia zwanego Bielený vrch (733 m n.p.m.). Na zachód od szczytu schodzi długi, licznie przetykany skalnymi utworami fragment głównego grzbietu, osiągający swój najniższy punkt na przełęczy Gajda (słow. sedlo Gajda, 607 m n.p.m.).

## Charakterystyka
Marhát i Bielený vrch mają formę skalnego masywu, wyrastającego ok. 150 m ponad otaczające je grzbiety. Szczytowe partie Marhátu zbudowane są z triasowych wapieni guttensteinskich. Tuż poniżej szczytu, po stronie wschodniej ciągnie się wąski pas pochodzących z permu kwarcytów, kwarcytowych piaskowców i łupków, które budują też położony nieco na północny wschód, sąsiedni Bielený vrch. Niższą część wschodnich stoków obu wzniesień budują różne gnejsy i migmatyty z wczesnego paleozoiku. Z kolei na zachód od kopuły szczytowej Marhátu znajdziemy kolejno inne utwory mezozoiczne, jak triasowe dolomity (ramsauskie), a niżej jurajskie margliste wapienie i margliste łupki warstw allgäuskich.
Cały masyw porośnięty jest lasami, w większości bukowymi, zaś w partiach skalistych i na osypiskach jesionowo-jaworowymi.
Na szczycie znajduje się wysoki na 10 m stalowy krzyż z napisem Bože ochraňuj turistov, ustawiony tu 28 października 1947 r. przez mieszkańców Nitrianskej Blatnicy. Przez wiele lat stała tu również stara drewniana wieża, która w 2008 r. została zastąpiona nową wieżą widokową. Drewniana, wysoka na 17 m konstrukcja, której projektantem jest Ľubomír Bečka, została wzniesiona przez Pavla i Miloša Vančo.

## Turystyka
Z racji swego dość łatwego dostępu oraz szczególnej atrakcji, jaką jest wieża widokowa, szczyt Marhátu jest często odwiedzany przez turystów. Przez sam szczyt biegną czerwone   znaki szlaku turystycznego, wiodącego głównym grzbietem Gór Inowieckich. Wschodnie stoki wzniesienia szczytowego trawersują żółte   znaki łącznikowego szlaku, biegnącego od znaków zielonych z Nitrianskej Blatnicy (przy rotundzie św. Jerzego) do czerwonych znaków na przełęczy Marhát oraz znaki ścieżki dydaktycznej. Najkrótsze dojście na szczyt, z Nitrianskej Blatnicy (znaki zielone, następnie czerwone), zajmuje ok. 2 godz.